# カルボシアニン色素
カルボシアニン色素(カルボシアニンしきそ、英: carbocyanine dye)とは、カルボシアニンを基本骨格とする色素の総称である。シアニンの一種。
生物学では神経細胞の染色や膜電位イメージングに利用される。

## 分類
カルボシアニン色素は次のように分類される。
- カルボシアニン色素
  - オキシカルボシアニン色素 
    - 長鎖炭化水素鎖をもつサブクラス (DiO サブクラス)
      - DiO = DiOC18(3) [3]
      - DiOC16(3)
      - DiOC14(3)
      - DiOC6(3)（英語版）
      - Neuro-DiO: DiOC18(3)をTert-ブチル基で修飾
      - FAST DiO: unsaturated DiO = DiOΔ9,12-C18(3)

  - インドカルボシアニン色素
    - 長鎖炭化水素鎖をもつサブクラス (DiI サブクラス)
      - DiI（英語版） = DiIC18(3)
      - DiD = DiIC18(5)
      - DiR = DiIC18(7)
      - Neuro-DiI

  - DiA: 4-Di-16-ASP

### 長鎖炭化水素鎖をもつサブクラスの命名規則
DiXCyy(Z)
- X: 基本骨格の種類
- yy: 長鎖炭化水素鎖の長さ
- Z: 2つのカルボシアニンを繋ぐ共役系リンカーの炭素数

## 特性
DiO, DiIは吸収・蛍光スペクトルが大きく異なる。

## 利用
生物学におけるカルボシアニン色素の利用例には次のようなものが挙げられる。
- 神経科学
  - 膜電位イメージング
    - 直接測定[5][6]
    - DiO/DPA 膜電位感受性色素ペア

  - 細胞膜染色と投射トレーシング[7][8]